# Немировский, Александр Владимирович
Александр Владимирович Немировский (21 июня 1963, Новосибирск — 1 января 1986, Москва) — советский художник, поэт.

## Биография
Александр Немировский родился 21 июня 1963 г. в Новосибирске, Академгородок.

Отец – Владимир Иванович Немировский, первый директор Дома учёных СО РАН.

Мать – Римма Алексеевна Немировская, инженер-конструктор в ИЯФ СО РАН.

В 1980 году окончил школу № 162 в Новосибирске. В 1980 году переехал в Москву. 

Работал помощником оператора в звукоцехе на киностудии им. М. Горького, художником по свету ВИА «Коробейники». Принимал участие в оформлении Советского раздела Международной выставки «ИНРЫБПРОМ-85» в Ленинграде (ныне Санкт-Петербург).
В 1985 году поступил в Московское училище Художественно-оформительского искусства.

До конца 1985 года работал над оформлением выставки в Ленинграде. Вернувшись в Москву, сдал экзамены за пропущенное время и в ночь на 1 января 1986 умер во сне. Официальная причина смерти - острая сердечная недостаточность.

## Работы
- Книга: Александр Немировский. СТИХИ Архивная копия от 4 августа 2018 на Wayback Machine, 2002 г.
- Графика Архивная копия от 4 августа 2018 на Wayback Machine
- Стихи разных лет Архивная копия от 4 августа 2018 на Wayback Machine
- Публикации:

1. «Новое русское слово», газета Архивная копия от 13 февраля 2020 на Wayback Machine
2. «К Востоку от Солнца», альманах, 2003
3. «Эхо ВнеЗемелья», сборник Архивная копия от 28 августа 2018 на Wayback Machine

## Память

#### Статьи об А. Немировском
- Александр Чех. Система Координат Архивная копия от 13 февраля 2020 на Wayback Machine // Новое русское слово – 2003 г.
- Галина Лаевская. Немировский Александр Архивная копия от 26 декабря 2005 на Wayback Machine // Изобразительное искусство и фотография
- Мария Кандинская. Вечная молодость Александра Немировского // Навигатор, № 27 (1147) от 13.07.18

#### Выставки
- Выставка в Доме ученых СО РАН (недоступная ссылка), Новосибирск, июнь - июль 2018 г.
- "Коллекция семьи Немировских" (представлены работы А. Немировского, Н.Грицюка, А.Зверева, Э.Неизвестного, Ю.Кононенко и др), Дом ученых СО РАН, Новосибирск, январь 2007 г.
- "Коллекция семьи Немировских" (представлены работы А. Немировского, Н.Грицюка, А.Зверева, Э.Неизвестного, Ю.Кононенко и др), галерея "Сибирские мастера", сентябрь - октябрь 2006 г.
- "Памяти Владимира и Александра Немировских: выставка живописи и графики из коллекции семьи Немировских", Новосибирский государственный художественный музей, июнь - июль 2006 г.
- "А.Немировский. Живопись, графика", музей НГУ, январь 2004 г.
- Выставка в НГОНБ, Новосибирская государственная областная научная библиотека, октябрь 2001 г.